# Vadžrasattva
Vadžrasattva (skt., česky Nezničitelná mysl nebo také Diamantová bytost, Diamantová mysl, tibetsky Dordže Sempa doslova dordže – nezničitelný, sempa – mysl), je buddha a buddhovský meditační aspekt (tib. jidam) používaný v tibetském buddhismu. Na cestě Vadžrajány je důležitým buddhovským aspektem, který tvoří očistnou sílu přetváření emočních struktur a rychlé očištění zatemněné mysli od negativní karmy praktikujících. Pro tuto schopnost je také součásti vstupních přípravných cvičení, tzv. Ngöndra.
Osvícená mysl se projevuje na třech úrovních:
1. Stav vyzáření (tib. tul ku, skt. nirmánakája)
2. Stav radosti (tib. long ku, skt. sambhógakája)
3. Stav pravdy (tib. čö ku, skt. dharmakája)

Dordže Sempa, stejně jako všechny buddhovské aspekty, patří do stavu radosti, sambhógakáji, ale jedině Dordže Sempa je prvním projevem sambhógakáji a všichni buddhové jsou projevem Dordže Sempa.

## Popis
Vadžrasattva je sjednocenou očistnou silou všech Buddhů. Má zářivě bílou barvu a sedí na lotosovém květu a měsíčním disku.
V pravé ruce drží ve výšce srdce zlaté dordže, symbolizující metody a mužský princip. V levé ruce má na klíně stříbrný zvonek, symbolizující moudrost a ženský princip. Na sobě má ozdoby bódhisattvů. Náušnice symbolizují trpělivost, náramky na rukou a nohách symbolizují to, že Vadžrasattva pracuje pro dobro ostatních. Koruna na hlavě s pěti ozdobami představuje pět moudrostí (moudrost sama o sobě, zrcadlu podobná moudrost, moudrost stejnosti, moudrost rozlišování a moudrost uskutečňování činů).
Sedí v tzv. pozici bódhisattvy s pravou nohou vysunutou přes lotosový květ a měsíční disk, nebo v pozici dordže tzv. (lotosová).
V meditaci na Vadžrasattvu se používá tzv. stoslabičná Dháraní a její esence mantra, které meditujícího očišťuje od negativní karmy. Jako součást Ngöndra se tato Dháraní recituje sto jedenáct tisíc sto jedenáctkrát.